# Guido Serpelloni
Guido Serpelloni, spesso abbreviato in G. Serpelloni (...), è un tenore italiano attivo negli anni trenta.
Le notizie biografiche su questo artista sono del tutto assenti, si sa solo che incise per la casa discografica Fonotecnica; probabilmente fu uno pseudonimo usato da un tenore più famoso per poter incidere per altre etichette discografiche, sfuggendo ai "contratti in esclusiva".

## Discografia parziale
- 1935 – Banane gialle[1]
- 1936 – Non ti scordar di me (dal film omonimo)[1]
- 1938 – Per uomini soli (dal film omonimo)
- 1939 – Notti abissine[1]